# Delia (nome)
Delia  è un nome proprio di persona italiano femminile.

## Varianti
- Alterati: Delina[1]
- Maschili: Delio[1][3]
  - Alterati: Delino[1]

### Varianti in altre lingue
- Catalano: Dèlia[4]
- Francese: Délia[2]
- Greco antico: Δηλία (Delia)[1][2][3]
  - Maschili: Δήλιος (Delios)[1][3]
- Inglese: Delia[2][5]
- Latino: Delia[1][3]
  - Maschili: Delius[1][3]
- Portoghese: Délia[2]
- Rumeno: Delia[2]
- Spagnolo: Delia[2][4]
- Ungherese: Délia[2]

## Origine e diffusione

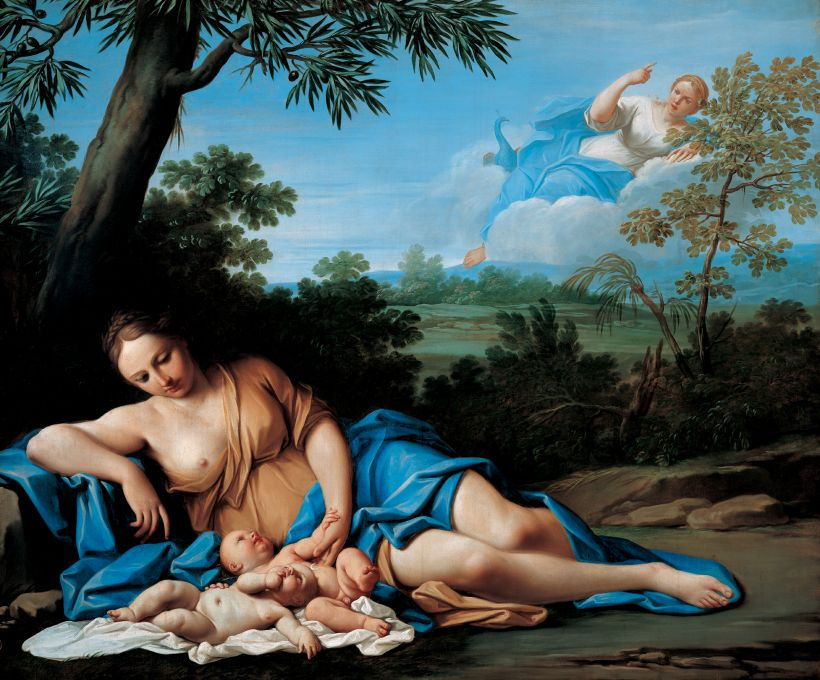
La nascita di Apollo e Diana, di Marcantonio Franceschini

Continua un epiteto greco che significa "di Delo", l'isola dove nella mitologia greca Latona diede alla luce gli dei Apollo e Artemide, che erano detti quindi Δήλιος (Delios) e Δηλία (Delia); il nome dell'isola (in greco antico Δῆλος, Dêlos) viene forse da δῆλος (dêlos, "chiaro", "visibile", "cospicuo").
Il nome venne dato da Tibullo alla donna amata cantata nelle Elegie, e la forma maschile latino Delius è attestata da alcune iscrizioni di età imperiale. Il nome Delia appare poi in diversi poemi composti tra il XVI e il XVII secolo (come Delia di Samuel Daniel), e proprio da questo periodo è occasionalmente attestato come di persona nei paesi anglofoni. In Italia venne ripreso durante il Rinascimento; negli anni 1970 era ben attestato su tutto il territorio nazionale, con 26 000 occorrenze più altre 5 500 della forma maschile.
Oltre a questo, Delia può anche essere una forma abbreviata di altri nomi come Adelia o Bedelia.

## Onomastico
Il nome è adespota, in quanto non corrisponde a nessun nome di santa registrato. L'onomastico può essere festeggiato il 1º novembre per la festa di Ognissanti o, se considerato un ipocoristico, lo stesso giorno del nome da cui deriva.

## Persone

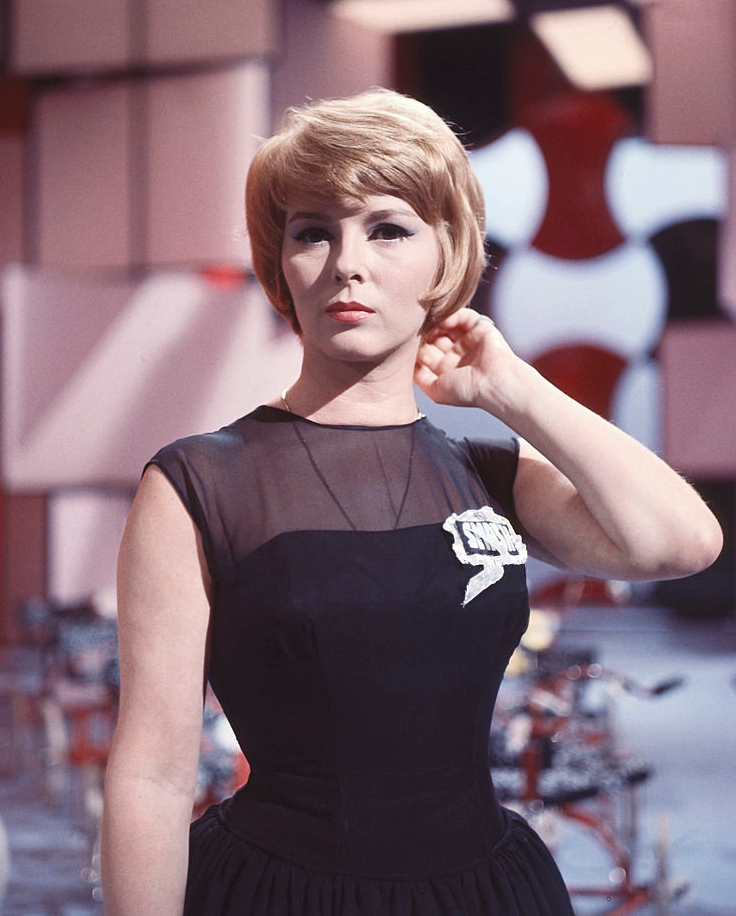
Delia Scala

- Delia Akeley, esploratrice statunitense
- Delia Bacon, scrittrice statunitense
- Delia Boccardo, attrice italiana
- Delia Derbyshire, compositrice britannica
- Delia Garcés, attrice argentina
- Delia Gualtiero, cantante italiana
- Delia Matache, cantante rumena
- Delia Salvi, attrice, docente e scrittrice statunitense
- Delia Scala, attrice e ballerina italiana
- Delia Vaccarello, giornalista, scrittrice e attivista italiana

### Variante Délia
- Délia Tétreault, religiosa canadese

### Variante maschile Delio

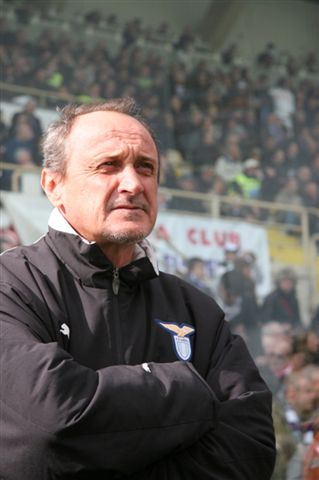
Delio Rossi

- Delio Cantimori, storico e politico italiano
- Delio Granchi, scultore, pittore e ceramista italiano
- Delio Lucarelli, vescovo cattolico italiano
- Delio Onnis, calciatore e allenatore di calcio italiano naturalizzato argentino
- Delio Rodríguez, ciclista su strada spagnolo
- Delio Ricci, partigiano italiano
- Delio Rossi, allenatore di calcio e calciatore italiano
- Delio Tessa, scrittore e poeta italiano

## Il nome nelle arti
- Delia è il nome con cui Dante chiama la Luna nella Divina Commedia.
- Delia è il nome della donna cantata dal poeta latino Tibullo nel primo libro delle Elegie.
- Delia è un personaggio dell'opera di Antônio Carlos Gomes Fosca.
- Delia è un personaggio della farsa teatrale di Alan Ayckbourn Camere da letto.
- Delia è un personaggio del film del 1995 L'amore molesto, diretto da Mario Martone.
- Delia è un personaggio del fumetto All'inferno e ritorno, parte della serie Sin City.
- Delia Banks è un personaggio della serie televisiva Ghost Whisperer - Presenze.
- Delia Brown è un personaggio della serie televisiva Everwood.
- Delia Dennis è un delle gemelle Dee-Dee, personaggi della serie televisiva animata Batman of the Future.
- Delia Ketchum è un personaggio della serie animata Pokémon.
- Delia Nesti è un personaggio del film del 1962 Parigi o cara, diretto da Vittorio Caprioli.
- Delia's gone è il titolo di una canzone di Johnny Cash.
- Delia è la protagonista femminile del libro Nessuno si salva da solo di Margaret Mazzantini.
- Delia è la protagonista del romanzo di Elena Ferrante L’amore molesto.